# فلاديمير جوسينسكي
فلاديمير جوسينسكي (بالإنجليزية: Vladimir Gusinsky)‏‏ (6 أكتوبر 1952 في موسكو - ) سياسي، وشخصية أعمال، ورائد أعمال من الاتحاد السوفيتي.

## الجوائز
- وسام صداقة الشعوب
- وسام جوقة الشرف
- جائزة التلفزيون الصناعي [الإنجليزية]‏
- سلاح الشرف [الإنجليزية]‏